# 캐서린 베일리스
캐서린 베일리스(Katherine Bailess, 1980년 4월 24일 ~ )는 미국의 싱어송라이터, 가수, 댄서, 유튜버, 모델, 연극 배우, 영화배우, 작곡가, 텔레비전 배우이다.
빅스버그에서 태어났다.

## 방송
- 히트 더 플로어 시즌3
- 히트 더 플로어 시즌2
- 히트 더 플로어 시즌1
- 원 트리 힐 2

## 영화
- 어 베리 소디드 웨딩 (2017년)
- 히트 더 플로어 시즌1 (2013년)
- 2 데드 2 킬 (2013년)
- 엘레: 현대의 신데렐라 이야기 (2010년)
- 비로우 더 벨트웨이 (2010년)
- 브링 잇 온 2 (2004년)
- 원 트리 힐 (2003년)